# Malý Tok
Malý Tok (844 m) je třetí nejvyšší vrch v Brdské vrchovině. Nachází se v části zvané Střední Brdy, cca 1,6 km severně od obce Nepomuk u Rožmitálu pod Třemšínem a cca 2 km východně od vrchu Praha (862 m). Do 31. prosince 2015 ležel ve vojenském újezdu Brdy, nyní leží v chráněné krajinné oblasti Brdy.
Tak jako řada dalších vrchů v Brdech je poměrně málo výrazný. Samotný vrchol je identifikovatelný v terénu jen ochrannou tyčí geodetického bodu. Dříve bylo celé temeno hory pokryto hlubokými bažinami a i v současné době jde o velmi vlhkou lokalitu.
Vzrostlý smrkový les brání výhledům do okolí (s výjimkou nečetných průseků) a komplikuje orientaci. Cesty v této oblasti nejsou značené.
Vrcholová plošina spadá k jihu poměrně prudkým srázem k obcím Nepomuk (u Rožmitálu pod Třemšínem) a Zalány. K severovýchodu je sklon mírnější, na severovýchodním úbočí ve výšce 765 m pramení řeka Litavka, a klesá do údolí Litavky, kde se nachází Lázská nádrž. K východu pozvolna přechází hřeben k vrchu Plešec (790 m) a dále k Bílé skále (722 m). Čihadlem (705 m) těsně nad obcí Láz hřeben končí. K západu se hřeben mírně vlní a nakonec vrcholí druhou nejvyšší horou Brd, Prahou (862 m) s 60 m vysokou věží meteoradaru ČHMÚ. Sem také vede zpevněná komunikace (veřejnosti oficiálně nepřístupná).

## Přístup
Hluboké lesy v masívu Malého Toku, Plešce a Prahy jsou oblíbené mezi houbaři. Nejvhodnějším přístupem na vrchol je modrá turistická značka procházející jižním svahem a vedoucí z Obecnice do Nepomuku a dále k Rožmitálu pod Třemšínem. Případnými dalšími východisky jsou obce Zalány (se zajímavou historií) a Láz. Ze vzdálenějších je to pak Věšín, Buková u Rožmitálu pod Třemšínem (nejdelší název vsi v ČR), samotný Rožmitál pod Třemšínem, Bohutín a Příbram.

## Galerie

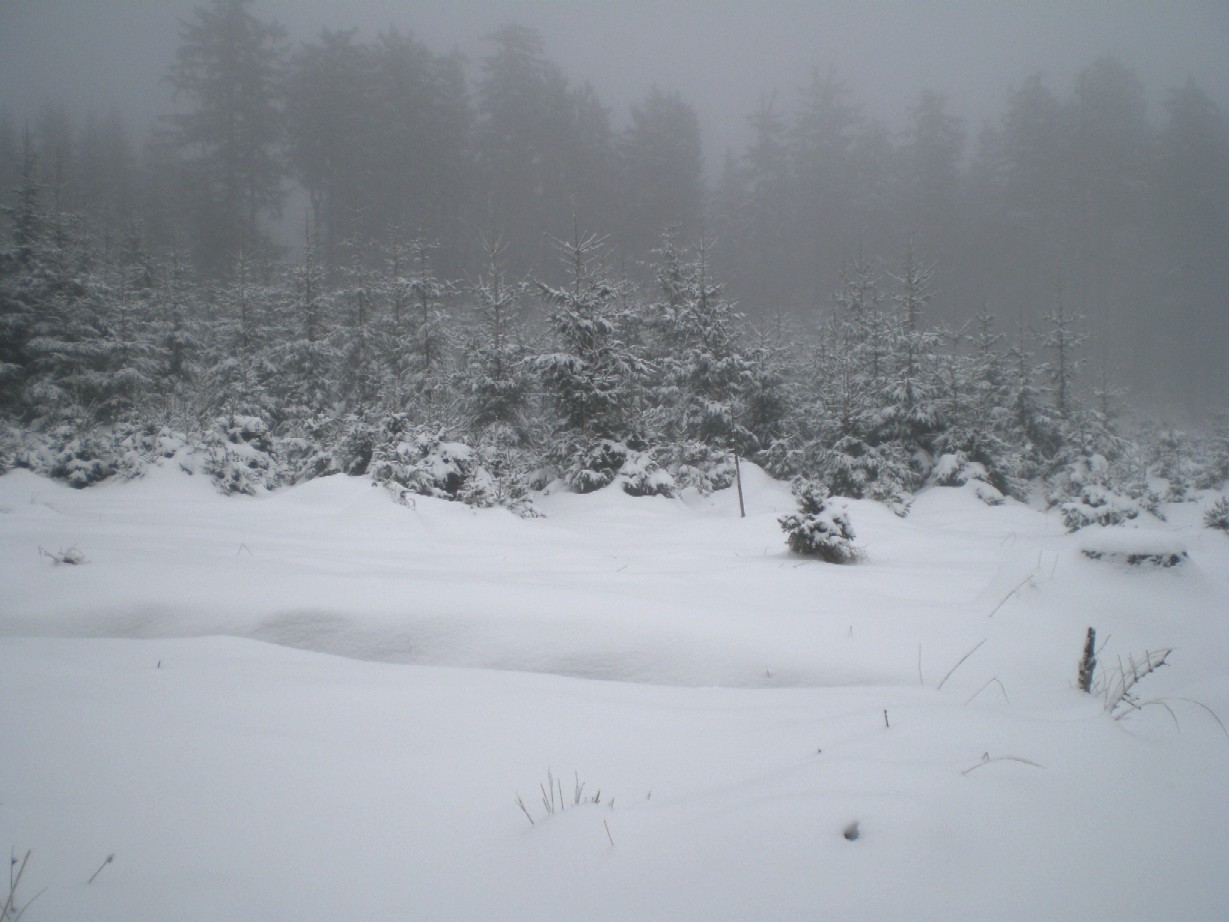
Zima na Malém Toku
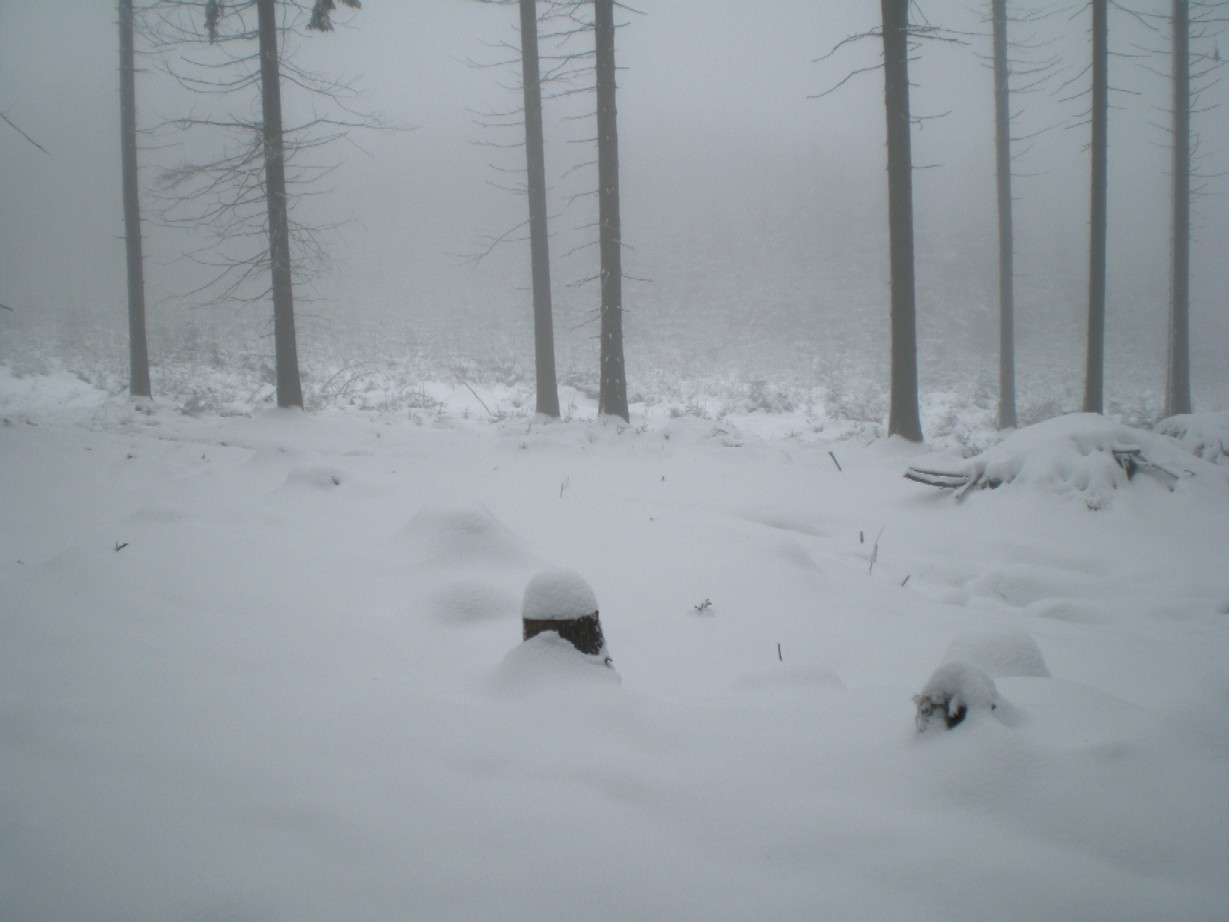
Les pod Malým Tokem
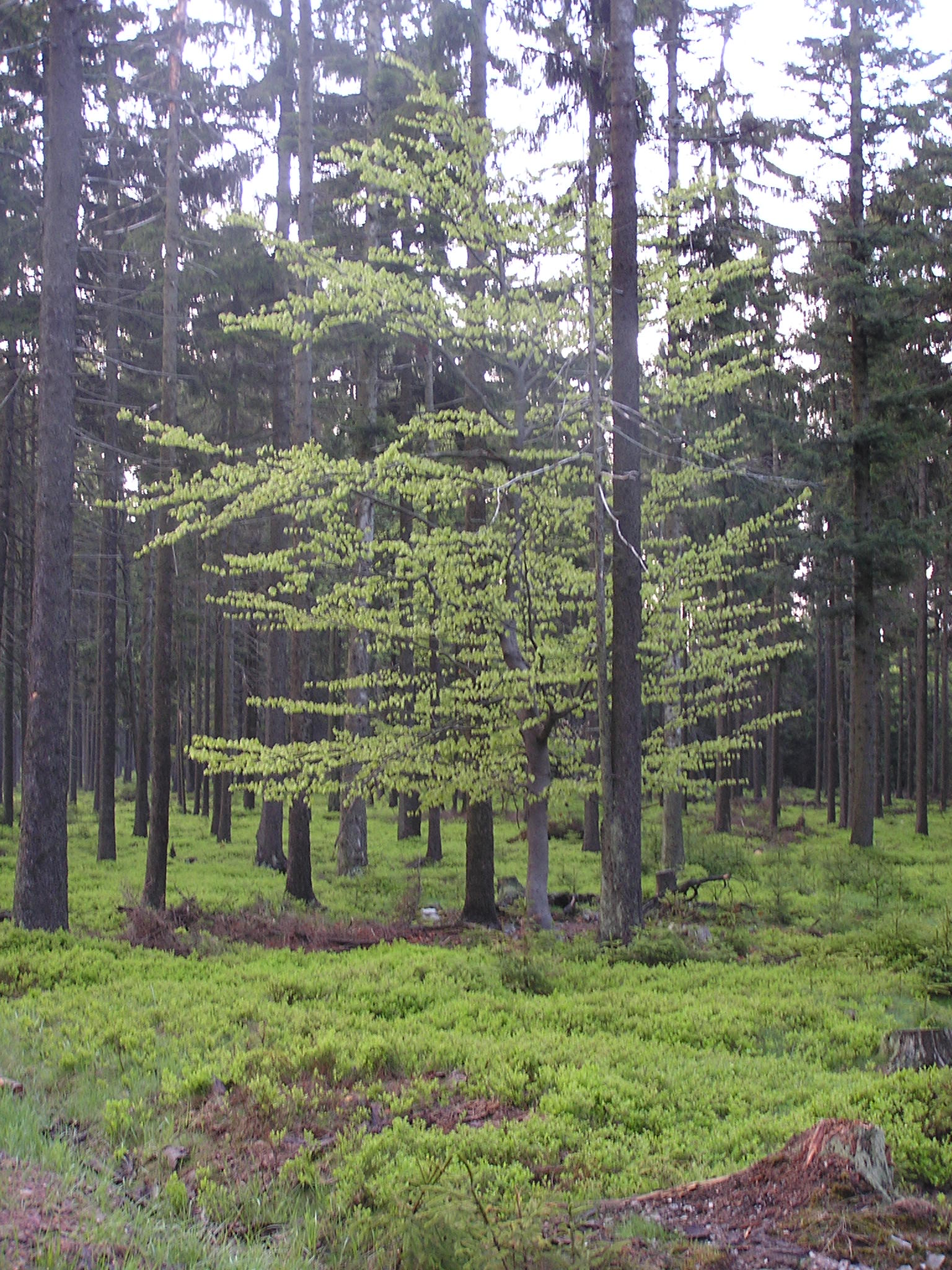
Hřeben mezi Prahou a Malým Tokem